# Crisi della lira del 1963-1964

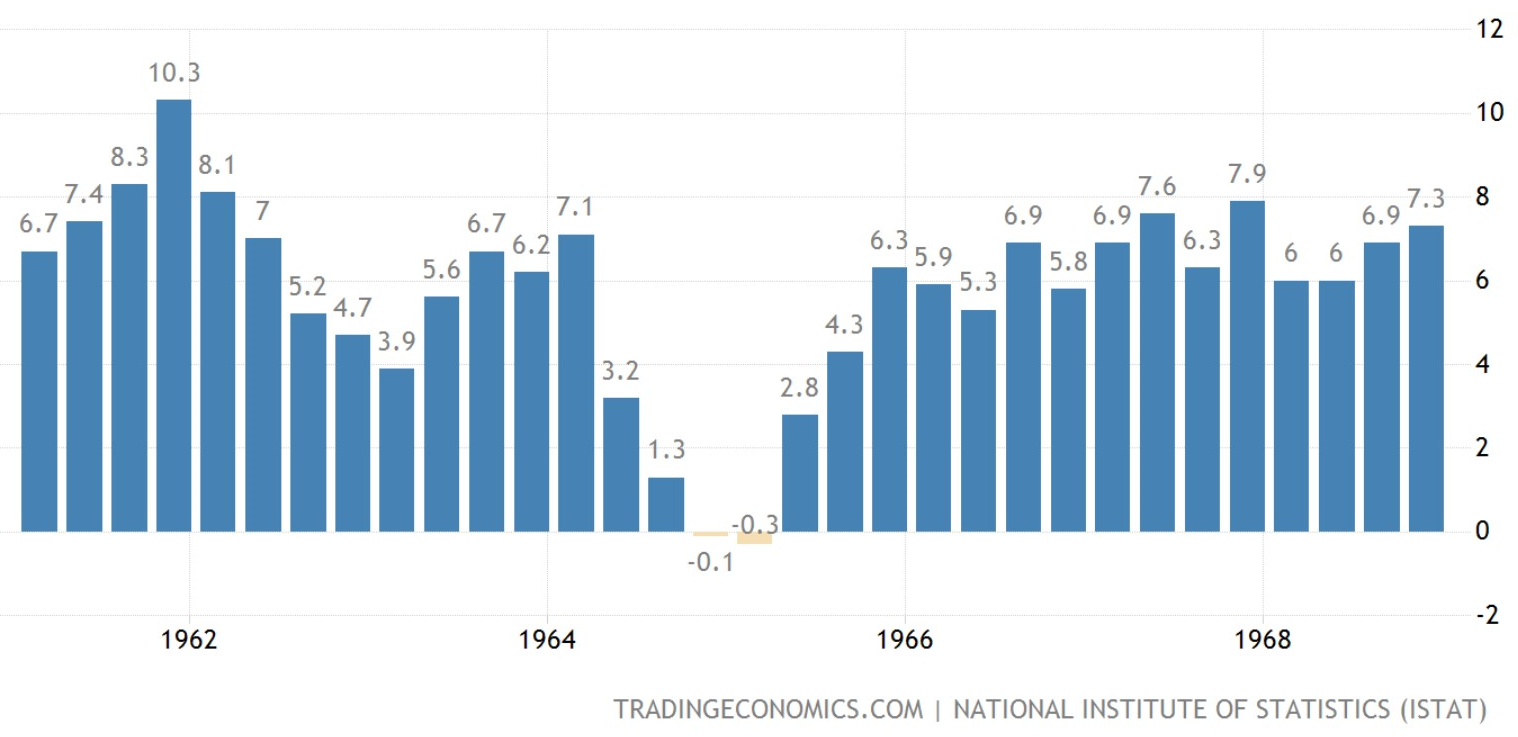
Andamento trimestrale tendenziale del PIL italiano (1961 - 1968), fonte ISTAT. Si nota il rallentamento della crescita nel corso del 1964 a causa della crisi della lira.

La crisi della lira del 1963-1964 fu la più importante crisi della lira italiana della prima repubblica. Al contrario di quanto ci si aspettasse, il governo italiano decise di non svalutare la lira, ma di resistere agli attacchi speculativi con delle apposite manovre finanziarie, riuscendo a prevalere.

## Antefatti
L'Italia ripristinò la convertibilità aurea della propria valuta al Fondo Monetario Internazionale il 30 marzo 1960, fissando il cambio pari a 625 lire italiane per un dollaro. Una giuria internazionale interpellata dal Financial Times aveva addirittura attribuito alla lira l'Oscar della moneta più salda fra quelle del mondo occidentale.
Nel 1962-1963 vi erano stati elevati aumenti retributivi, conflitti tra il mondo dell'imprenditoria privata e quello politico con la nascita del primo governo di centrosinistra  (che attuò la nazionalizzazione del sistema elettrico e la nascita dell'Enel voluta dall'ingresso dei socialisti nella maggioranza di governo) che provocò anche fughe di capitali all'estero, un passivo nella bilancia dei pagamenti e un deterioramento dell'andamento economico generale.

## Storia

### Il primo momento di crisi: primavera 1963
Nella primavera del 1963: si raggiunse la piena occupazione e disoccupazione ridotta ASL 4%, la crescita del PIL si assestò su una media tendenziale annuale del 6,3% e i sindacati iniziarono ad esigere aumenti delle retribuzioni dei lavoratori abbastanza corposi. Si iniziò quindi a generare dell'inflazione (che arrivò momentaneamente anche al 7,5%) e crebbe il debito delle famiglie italiane, spinto dai consumi nettamente aumentati e dallo stile di vita che andava migliorando di anno in anno.
I mercati cominciarono a mettere sotto pressione le autorità italiane, premendo e scommettendo per una svalutazione della lira. Paolo Baffi,  allora Direttore della Banca d'Italia, decise di attuare delle politiche restrittive concordate con il governo italiano (strette creditizie principalmente effettuate attraverso dei rifinanziamenti della Banca d'Italia alle aziende di credito). Ciò peggiorò la bilancia commerciale e il quadro economico del paese nei mesi successivi: il disavanzo della bilancia commerciale arrivò a oltre 700 milioni di dollari, con  aumento pari a quasi il 50% rispetto all'anno di esercizio finanziario precedente e i consumi diminuirono. La speculazione sulla lira, tuttavia, fu sconfitta in quanto la svalutazione non si attuò.

### Secondo atto della crisi: marzo 1964
All'inizio di marzo 1964 la lira fu di nuovo sotto pressione. Il governatore della Banca d'Italia Guido Carli decise di utilizzare nei primi giorni di marzo circa 200 milioni di dollari di riserve per evitare di dover svalutare la valuta nazionale. Pochi giorni dopo volò negli Stati Uniti dove riuscì ad ottenere finanziamenti e prestiti per oltre un miliardo di dollari. Sebbene tale cifra fosse veramente pronta per l'utilizzo, il solo annuncio dell'accordo fece cessare la speculazione nei mercati. Da lì in poi cominciò un miglioramento del quadro economico, a partire dalla bilancia dei pagamenti, che era stata la causa della crisi.

## Conseguenze
A partire dal 1965 l'economia italiana sarebbe ritornata a correre con una crescita al ritmo del 6-7% annuo, con un'inflazione in corso di abbassamento, i consumi in netta ripresa un quadro internazionale abbastanza positivo, tanto che nel 1967 l'Economist arriverà a parlare di "miracolo economico italiano".